# Командование Армии США в Европе и Африке
Командование Армии США в Европе и Африке (англ. United States Army Europe and Africa (USAREUR-AF)) — оперативное объединение Сухопутных войск США в Европе и Африке.

## История
Группировка американских войск в Европе образована сразу после окончания боевых действий Второй мировой войны на базе 7-й полевой армии США, которая прошла свой путь от Северной Африки и Италии до Франции и Германии.
Зимой 1944-1945 годов 7-я армия вела бои по освобождению Эльзаса и Лотарингии, её части также стали первыми американским войсками, вышедшими к Рейну. Весной 1945 года 7-я армия форсировала Рейн и вторглась в Германию, её силами были освобождены Бавария и Шварцвальд. До своего расформирования в апреле 2010 года 7-я армия осуществляла командование всеми американскими оккупационными войсками в Европе.
К 1989 году в ФРГ размещались два корпуса СВ США, общая численность войск составляла 213 тыс. человек:
- 5-й армейский корпус;
- 7-й армейский корпус.

К концу Холодной войны военное присутствие США в Германии стало резко сокращаться. Это позволило высвободить 7-й корпус и привлечь его для войны в Персидском заливе. После окончания войны части корпуса не были возвращены в Германию, а отправлены в США и расформированы. Таким образом, в составе 7-й армии остался лишь один — 5-й армейский корпус, части которого в 1990-х годах размещались в том числе в Боснии и Косово.
В 2003 году части 5-го армейского корпуса принимали участие в Иракской войне.
К началу 2014 года американское военное присутствие в Европе сократилось до 24 тыс. человек, были выведены последние американские танки. Количество соединений сухопутных войск уменьшилось всего лишь до двух бригад (173-я воздушно-десантная бригада США в Италии и 2-й кавалерийский полк в Германии). Все армейские, корпусные и дивизионные штабы были расформированы.
В 2016 году в связи с событиями на Украине на саммите НАТО в Варшаве было принято решение о том, что с 2017 года в Прибалтике и Польше на ротационной основе будут дислоцироваться четыре усиленные батальонные тактические группы многонационального состава численностью до 1 тыс. военнослужащих каждая. При этом американский батальон должен размещаться в Польше. Кроме того, в шести странах Восточной Европы с 2017 года на ротационной основе должны размещаться подразделения американской бронетанковой бригады (всего до 4500 человек со штабом в Польше), а на территории Бельгии, Германии и Нидерландов планируется хранить вооружение и военную технику для ещё одной бригады сухопутных войск США. В январе 2017 г. 3-я бронетанковая бригада 4-й пехотной дивизии США начала прибывать в Польшу. Её подразделения были размещены в Польше, Литве, Латвии, Эстонии, Болгарии и Венгрии.
К 2020 году американский контингент в Европе имел численность 52 тыс. человек. На ротационной основе в Восточной Европе размещалась 1-я бронетанковая бригада 3-й пехотной дивизии (три батальона в Польше, Румынии и Прибалтике).
Летом 2020 года президент США Дональд Трамп заявил о необходимости сокращения американского воинского контингента до 25 тыс. солдат.
В 2020 году армия анонсировала слияние USAREUR с Командованием СВ США в Африке (United States Army Africa) с образованием нового объединения. Оба командования были консолидированы 20 ноября 2020.

## Структура
- Управление Армии США в Европе и Африке (Headquarters and Headquarters Battalion, United States Army Europe and Africa) (Висбаден)
- 19-й отряд координации поля боя (19th Battlefield Coordination Detachment)
- 5-й армейский корпус
  - Управление корпуса (Кэмп-Костюшко, Познань)
  - 1-я ротационная дивизия (Болеславец)
  - 2-я ротационная дивизия (Михай-Когэлничану)
  - 2-й кавалерийский полк (Фильсэкк)
  - 41-я артиллерийская бригада (Графенвёр)
  - 12-я бригада армейской авиации (Ансбах, Графенвёр, Висбаден)[9]
- 7-е учебное командование сухопутных войск (7th Army Training Command) (Графенвёр)
  - Поддержка учебной деятельности в Европе (Training Support Activity Europe)
  - Академия подготовки унтер-офицеров (7th Army Non-Commissioned Officers Academy)
  - Объединённая международная учебная группа «Украина» (Joint Multinational Training Group Ukraine)
  - Объединённый международный центр боевой подготовки (Joint Multinational Readiness Center) (Хоэнфельс)
- Южноевропейские оперативные силы — Африка (Southern European Task Force — Africa (SETAF-AF))
  - 173-я воздушно-десантная бригада (173rd Airborne Brigade) (Виченца, Графенвёр)
- 56-е артиллерийское командование (56th Artillery Command)
- 10-е командование ПВО и ПРО (10th Army Air and Missile Defense Command) (Кайзерслаутерн)
  - 5-й дивизион 4-го артиллерийского полка ПВО (5th Battalion, 4th Air Defense Artillery Regiment) (Смитские казармы, Баумхольдер)
  - 5-й дивизион 7-го артиллерийского полка ПВО (5th Battalion, 7th Air Defense Artillery Regiment) (Шиптонские казармы, Ансбах)
- 21-е командование поддержки (21st Sustainment Command (Theater))
  - 21-й батальон специальных войск (21st SC Special Troops Battalion)
  - 266-й центр поддержки финансового менеджмента (266th Financial Management Support Center)
  - 1-й центр поддержки человеческих ресурсов (1st Human Resources Sustainment Center)
  - Логистический центр — Европа (Theater Logistics Support Center-Europe)
  - 7-е командование поддержки миссий (7th Mission Support Command) (Кайзерслаутерн) — армейский резерв
  - 16-я бригада поддержки (16th Sustainment Brigade)
    - 16-й батальон специальных войск (Баумхольдер)
    - 18-й батальон поддержки боевого обеспечения (Баумхольдер)
    - 38-й батальон контроля движения (Кайзерслаутерн)

  - 18-я бригада военной полиции (18th Military Police Brigade)
  - 30-я медицинская бригада (30th Medical Brigade)